# أدلبرت زافيروف
أدلبرت زافيروف (بالبلغارية: Адалберт Зафиров)‏ (مواليد 29 سبتمبر 1969) هو لاعب كرة قدم. يلعب مع منتخب بلغاريا لكرة القدم. سبق له أن لعب في كأس العالم لكرة القدم مع منتخب بلاده.

## روابط خارجية
- أدلبرت زافيروف على موقع الاتحاد الدولي (مؤرشف)  (الإنجليزية)
- أدلبرت زافيروف على موقع قاعدة بيانات كرة القدم.إي يو (الإنجليزية)
- أدلبرت زافيروف على موقع ناشيونال فوتبول تيمز (الإنجليزية)
- أدلبرت زافيروف على موقع عالم كرة القدم.نت (الإنجليزية)